# Franck Butter
Franck Butter (Montereau-Fault-Yonne, 14 settembre 1963) è un ex cestista francese.

## Carriera
Con la Francia ha disputato due edizioni dei Campionati europei (1989, 1995).

## Palmarès
- Campionato francese: 6

CSP Limoges: 1983-84, 1984-85, 1992-93, 1993-94
Orthez: 1985-86, 1986-87
- Coppa di Francia: 1

CSP Limoges: 1994
- Coppa dei Campioni: 1

CSP Limoges: 1992-93